# Paolo Canè
Paolo Canè (prononcé : [ˈpaːolo kaˈnɛ]), né le 9 avril 1965 à Bologne, est un ancien joueur de tennis professionnel italien.

## Palmarès

### Titres en simple messieurs
| No | Date       | Nom et lieu du tournoi                | Catégorie    | Dotation  | Surface      | Finaliste      | Score         |  |
| -- | ---------- | ------------------------------------- | ------------ | --------- | ------------ | -------------- | ------------- |  |
| 1  | 07-07-1986 | Grand Prix Passing Shot, Bordeaux     |              | 125 000 $ | Terre (ext.) | Kent Carlsson  | 6-4, 1-6, 7-5 |  |
| 2  | 31-07-1989 | Swedish Open, Båstad                  |              | 275 000 $ | Terre (ext.) | Bruno Orešar   | 7-6, 7-6      |  |
| 3  | 20-05-1991 | Tournoi de tennis de Bologne, Bologne | World Series | 225 000 $ | Terre (ext.) | Jan Gunnarsson | 5-7, 6-3, 7-5 |  |

### Finales en simple messieurs
| No | Date       | Nom et lieu du tournoi                | Catégorie | Dotation  | Surface      | Vainqueur              | Score         |  |
| -- | ---------- | ------------------------------------- | --------- | --------- | ------------ | ---------------------- | ------------- |  |
| 1  | 09-06-1986 | Tournoi de tennis de Bologne, Bologne |           | 85 000 $  | Terre (ext.) | Martín Jaite           | 6-2, 4-6, 6-4 |  |
| 2  | 25-09-1989 | Tournoi de tennis de Sicile, Palerme  |           | 225 000 $ | Terre (ext.) | Guillermo Pérez Roldán | 6-1, 6-4      |  |

### Titres en double messieurs
| No | Date       | Nom et lieu du tournoi               | Catégorie | Dotation  | Surface      | Partenaire     | Finalistes                        | Score    |  |
| -- | ---------- | ------------------------------------ | --------- | --------- | ------------ | -------------- | --------------------------------- | -------- |  |
| 1  | 10-06-1985 | Tournoi de tennis de Bologne Bologne |           | 80 000 $  | Terre (ext.) | Simone Colombo | Jordi Arrese Alberto Tous         | 7-5, 6-4 |  |
| 2  | 09-06-1986 | Tournoi de tennis de Bologne Bologne |           | 85 000 $  | Terre (ext.) | Simone Colombo | Claudio Panatta Blaine Willenborg | 6-1, 6-2 |  |
| 3  | 29-09-1986 | Tournoi de tennis de Sicile Palerme  |           | 100 000 $ | Terre (ext.) | Simone Colombo | Claudio Mezzadri Gianni Ocleppo   | 7-5, 6-3 |  |

### Finales en double messieurs
| No | Date       | Nom et lieu du tournoi                                      | Catégorie           | Dotation  | Surface      | Vainqueurs                         | Partenaire      | Score         |  |
| -- | ---------- | ----------------------------------------------------------- | ------------------- | --------- | ------------ | ---------------------------------- | --------------- | ------------- |  |
| 1  | 05-08-1985 | Head Cup Kitzbühel                                          |                     | 150 000 $ | Terre (ext.) | Sergio Casal Emilio Sánchez        | Claudio Panatta | 6-3, 3-6, 6-2 |  |
| 2  | 18-05-1987 | Tournoi de tennis de Florence Florence                      |                     | 89 400 $  | Terre (ext.) | Wolfgang Popp Udo Riglewski        | Gianni Ocleppo  | 6-4, 6-3      |  |
| 3  | 08-08-1988 | Campionati Internazionali della Valle d'Aosta Saint-Vincent |                     | 125 000 $ | Terre (ext.) | Christian Miniussi Alberto Mancini | Balázs Taróczy  | 6-4, 5-7, 6-3 |  |
| 4  | 24-04-1989 | Monte-Carlo Open Monte-Carlo                                | Championship Series | 405 000 $ | Terre (ext.) | Tomáš Šmíd Mark Woodforde          | Diego Nargiso   | 1-6, 6-4, 6-2 |  |
| 5  | 02-04-1990 | Estoril Open Estoril                                        | World Series        | 225 000 $ | Terre (ext.) | Sergio Casal Emilio Sánchez        | Omar Camporese  | 7-5, 4-6, 7-5 |  |

## Autres performances
- Jeux olympiques : demi-finaliste en 1984 (- de 21 ans) et quarts de finaliste en 1988.